# TOPS-10
TOPS-10 시스템(Timesharing/Total Operating System-10)은 DEC(디지털 이큅먼트 코퍼레이션)에서 PDP-10(DECsystem-10) 메인프레임 컴퓨터 제품군용으로 단종된 운영 체제이다. 1967년에 출시된 TOPS-10은 PDP-6 및 PDP-10 컴퓨터용 초기 "모니터" 소프트웨어에서 발전되었다. 1970년에 TOPS-10으로 이름이 바뀌었다.

## 같이 보기
- PDP-10
- TOPS-20